# Eleições legislativas na Itália em 1976
As eleições legislativas na Itália em 1976 foram realizadas a 20 de Junho e, serviram para eleger os 630 membros da Câmara dos Deputados e os 315 membros do Senado da República.
Estas foram as primeiras eleições onde a idade para votar era de 18 anos.
A Democracia Cristã voltou, mais a ser uma vez, o partido vencedor, mantendo-se nos 39% dos votos. Apesar desta aparente estabilidade eleitoral, nestas eleições, os democratas-cristãos conquistaram voto útil de eleitores do Partido Liberal Italiano e do Partido Republicano, e, até, do Movimento Social Italiano, graças ao receio da chegada ao poder por parte do Partido Comunista Italiano.
O grande vencedor destas eleições foi, sem dúvida, o Partido Comunista Italiano que obteve o seu melhor resultado eleitoral, chegando aos 34,4% dos votos, muito graças, à conquista de eleitorado dos partidos de esquerda, como o Partido Socialista Italiano e o Partido Socialista Democrático Italiano.
Por fim, há que destacar o péssimo resultado conquistado pelo Partido Socialista Italiano, que se ficou pelos 9,6%, continuando com o seu declínio eleitoral.
Após as eleições, iniciou-se um período histórico, com a Democracia Cristã a governar com apoio parlamentar do Partido Comunista Italiano, algo que ficou conhecido como o Compromisso Histórico.

## Resultados Oficiais

### Câmara dos Deputados
| Partido                 | Partido                                 | Votos      | %               | +/-   | Deputados | +/-     |
| ----------------------- | --------------------------------------- | ---------- | --------------- | ----- | --------- | ------- |
|                         | Democracia Cristã                       | 14 209 519 | 38,71 / 100,00  | 0,05  | 262 / 630 | 4       |
|                         | Partido Comunista Italiano              | 12 614 650 | 34,37 / 100,00  | 7,22  | 228 / 630 | 49      |
|                         | Partido Socialista Italiano             | 3 540 309  | 9,64 / 100,00   | 0,03  | 57 / 630  | 4       |
|                         | Movimento Social Italiano               | 2 238 339  | 6,10 / 100,00   | 2,57  | 35 / 630  | 21      |
|                         | Partido Socialista Democrático Italiano | 1 239 492  | 3,38 / 100,00   | 1,76  | 15 / 630  | 14      |
|                         | Partido Republicano Italiano            | 1 135 546  | 3,09 / 100,00   | 0,23  | 14 / 630  | 1       |
|                         | Democracia Proletária                   | 557 025    | 1,52 / 100,00   | Novo  | 6 / 630   | Novo    |
|                         | Partido Liberal Italiano                | 480 122    | 1,31 / 100,00   | 2,58  | 5 / 630   | 15      |
|                         | Partido Radical                         | 394 439    | 1,07 / 100,00   | Novo  | 4 / 630   | Novo    |
|                         | Partido Popular Sul Tirolês             | 184 375    | 0,50 / 100,00   | 0,04  | 3 / 630   | Estável |
|                         | PCI-PSI-PdUP                            | 26 748     | 0,07 / 100,00   | Novo  | 1 / 630   | Novo    |
|                         | Outros                                  | 87 014     | 0,24 / 100,00   |       | 0 / 630   |         |
| Votos Inválidos         | Votos Inválidos                         | 1 047 512  | 2,78 / 100,00   | 0,47  |           |         |
| Total                   | Total                                   | 37 755 090 | 100,00 / 100,00 |       | 630 / 630 |         |
| Eleitorado/Participação | Eleitorado/Participação                 | 40 426 658 | 93,39 / 100,00  | 0,20  |           |         |
| Fonte                   | Fonte                                   | [ 2 ]      | [ 2 ]           | [ 2 ] | [ 2 ]     | [ 2 ]   |

### Senado
| Partido                 | Partido                                 | Votos      | %               | +/-   | Senadores | +/-     |
| ----------------------- | --------------------------------------- | ---------- | --------------- | ----- | --------- | ------- |
|                         | Democracia Cristã                       | 12 227 353 | 38,88 / 100,00  | 0,81  | 135 / 315 | Estável |
|                         | Partido Comunista Italiano              | 10 637 772 | 33,83 / 100,00  | 6,23  | 116 / 315 | 25      |
|                         | Partido Socialista Italiano             | 3 208 164  | 10,20 / 100,00  | 0,51  | 29 / 315  | 4       |
|                         | Movimento Social Italiano               | 2 086 430  | 6,63 / 100,00   | 2,56  | 15 / 315  | 11      |
|                         | Partido Socialista Democrático Italiano | 974 940    | 3,10 / 100,00   | 2,26  | 6 / 315   | 5       |
|                         | Partido Republicano Italiano            | 846 415    | 2,69 / 100,00   | 0,36  | 6 / 315   | 1       |
|                         | Partido Liberal Italiano                | 438 265    | 1,39 / 100,00   | 2,99  | 2 / 315   | 6       |
|                         | PLI-PRI-PSDI                            | 334 898    | 1,06 / 100,00   | Novo  | 2 / 315   | Novo    |
|                         | Partido Popular Sul Tirolês             | 158 854    | 0,50 / 100,00   | 0,12  | 2 / 315   | Estável |
|                         | PCI-PSI                                 | 52 922     | 0,17 / 100,00   | Novo  | 1 / 315   | Novo    |
|                         | DC-UV-RV-UVP-PRI                        | 22 917     | 0,07 / 100,00   | 0,03  | 1 / 315   | Estável |
|                         | Outros                                  | 460 771    | 1,48 / 100,00   |       | 0 / 315   |         |
| Votos Inválidos         | Votos Inválidos                         | 1 172 150  | 3,59 / 100,00   | 0,76  |           |         |
| Total                   | Total                                   | 32 621 581 | 100,00 / 100,00 |       | 315 / 315 |         |
| Eleitorado/Participação | Eleitorado/Participação                 | 34 928 214 | 93,40 / 100,00  | 0,08  |           |         |
| Fonte                   | Fonte                                   | [ 3 ]      | [ 3 ]           | [ 3 ] | [ 3 ]     | [ 3 ]   |

## Resultados por Distrito Eleitoral

### Câmara dos Deputados
| Distrito Eleitoral | %    | D   | %    | D   | %    | D   | %    | D   | %    | D    | %   | D   | %   | D  | %   | D   | %   | D  | %    | D   | %            | D            | Mandatos | Votantes   |
| Distrito Eleitoral | DC   | DC  | PCI  | PCI | PSI  | PSI | MSI  | MSI | PSDI | PSDI | PRI | PRI | DP  | DP | PLI | PLI | PR  | PR | SVP  | SVP | PCI-PSI-PdUP | PCI-PSI-PdUP | Mandatos | Votantes   |
| ------------------ | ---- | --- | ---- | --- | ---- | --- | ---- | --- | ---- | ---- | --- | --- | --- | -- | --- | --- | --- | -- | ---- | --- | ------------ | ------------ | -------- | ---------- |
| Turim              | 32,8 | 13  | 38,2 | 15  | 10,2 | 4   | 4,1  | 1   | 4,4  | 1    | 4,0 | 1   | 1,9 | 1  | 2,7 | 1   | 1,7 | 1  | -    | -   | -            | -            | 38       | 2 338 750  |
| Cuneo              | 43,2 | 7   | 28,3 | 5   | 9,5  | 1   | 2,9  | -   | 5,5  | 1    | 3,9 | 1   | 1,8 | -  | 3,7 | 1   | 1,3 | -  | -    | -   | -            | -            | 16       | 927 117    |
| Génova             | 34,4 | 8   | 39,1 | 9   | 10,9 | 2   | 4,4  | 1   | 3,0  | -    | 3,8 | 1   | 1,0 | -  | 1,8 | -   | 1,5 | 1  | -    | -   | -            | -            | 22       | 1 383 613  |
| Milão              | 35,2 | 19  | 35,8 | 19  | 11,9 | 6   | 4,3  | 2   | 3,2  | 1    | 4,1 | 2   | 2,6 | 1  | 1,4 | 1   | 1,6 | 1  | -    | -   | -            | -            | 52       | 3 179 678  |
| Como               | 45,4 | 9   | 27,2 | 5   | 11,8 | 2   | 3,6  | 1   | 3,8  | -    | 3,3 | 1   | 2,0 | 1  | 1,8 | -   | 1,1 | -  | -    | -   | -            | -            | 19       | 1 171 308  |
| Bréscia            | 53,2 | 12  | 23,1 | 5   | 10,2 | 2   | 3,3  | 1   | 3,3  | -    | 2,1 | -   | 2,4 | 1  | 1,4 | -   | 0,9 | -  | -    | -   | -            | -            | 21       | 1 261 086  |
| Mântua             | 38,5 | 4   | 36,4 | 3   | 13,5 | 1   | 3,8  | -   | 3,0  | -    | 1,9 | -   | 1,3 | -  | 0,8 | -   | 0,9 | -  | -    | -   | -            | -            | 8        | 527 297    |
| Trento             | 32,8 | 4   | 13,4 | 1   | 7,9  | 1   | 2,6  | -   | 2,5  | -    | 2,7 | -   | 2,3 | -  | 1,0 | -   | 1,2 | -  | 32,5 | 3   | -            | -            | 9        | 583 076    |
| Verona             | 55,5 | 16  | 21,4 | 6   | 9,6  | 3   | 3,5  | 1   | 3,7  | 1    | 2,9 | 1   | 1,4 | -  | 1,1 | -   | 1,1 | -  | -    | -   | -            | -            | 28       | 1 741 529  |
| Veneza             | 45,5 | 8   | 27,7 | 5   | 11,6 | 2   | 3,0  | -   | 4,6  | 1    | 3,4 | -   | 1,8 | -  | 1,1 | -   | 1,2 | -  | -    | -   | -            | -            | 16       | 1 055 229  |
| Údine              | 44,4 | 6   | 25,4 | 4   | 12,9 | 2   | 4,0  | -   | 6,7  | 1    | 3,3 | -   | 1,8 | -  | 1,2 | -   | -   | -  | -    | -   | -            | -            | 13       | 848 478    |
| Bolonha            | 25,9 | 7   | 49,2 | 14  | 8,9  | 2   | 3,1  | 1   | 3,8  | 1    | 6,0 | 2   | 0,9 | -  | 1,0 | -   | 1,1 | -  | -    | -   | -            | -            | 27       | 1 696 078  |
| Parma              | 32,0 | 6   | 47,5 | 10  | 9,0  | 2   | 2,9  | -   | 3,9  | 1    | 1,9 | -   | 1,1 | -  | 0,8 | -   | 0,9 | -  | -    | -   | -            | -            | 19       | 1 250 565  |
| Florença           | 30,4 | 5   | 50,4 | 9   | 8,8  | 1   | 3,1  | -   | 2,3  | -    | 2,4 | -   | 1,3 | -  | 0,6 | -   | 1,0 | -  | -    | -   | -            | -            | 15       | 1 074 096  |
| Pisa               | 33,8 | 6   | 42,8 | 7   | 10,7 | 1   | 4,1  | -   | 2,6  | -    | 3,3 | -   | 1,3 | -  | 0,6 | -   | 0,8 | -  | -    | -   | -            | -            | 14       | 974 112    |
| Siena              | 29,5 | 3   | 49,9 | 5   | 10,3 | 1   | 3,4  | -   | 2,0  | -    | 2,5 | -   | 1,2 | -  | 0,5 | -   | 0,6 | -  | -    | -   | -            | -            | 9        | 599 525    |
| Ancona             | 39,0 | 7   | 39,9 | 7   | 8,3  | 1   | 4,0  | 1   | 2,9  | -    | 3,4 | -   | 1,1 | -  | 0,7 | -   | 0,7 | -  | -    | -   | -            | -            | 16       | 1 004 578  |
| Perúgia            | 32,1 | 4   | 45,2 | 6   | 11,1 | 1   | 5,5  | 1   | 1,6  | -    | 2,5 | -   | 1,0 | -  | 0,5 | -   | 0,6 | -  | -    | -   | -            | -            | 12       | 689 948    |
| Roma               | 35,7 | 19  | 36,0 | 20  | 7,6  | 4   | 9,5  | 5   | 3,3  | 2    | 3,3 | 2   | 1,4 | 1  | 1,2 | 1   | 1,8 | 1  | -    | -   | -            | -            | 55       | 3 234 028  |
| L'Aquila           | 44,2 | 7   | 34,9 | 5   | 7,8  | 1   | 6,3  | 1   | 2,5  | -    | 1,7 | -   | 1,3 | -  | 0,6 | -   | 0,6 | -  | -    | -   | -            | -            | 14       | 811 976    |
| Campobasso         | 50,7 | 3   | 26,0 | 1   | 6,7  | -   | 6,0  | -   | 3,6  | -    | 3,1 | -   | 1,6 | -  | 1,9 | -   | 0,5 | -  | -    | -   | -            | -            | 4        | 211 662    |
| Nápoles            | 36,3 | 15  | 35,9 | 14  | 7,2  | 3   | 11,5 | 4   | 2,9  | 1    | 2,6 | 1   | 1,6 | 1  | 1,1 | -   | 0,8 | -  | -    | -   | -            | -            | 39       | 2 089 252  |
| Benevento          | 46,0 | 9   | 25,3 | 5   | 8,9  | 1   | 9,8  | 2   | 4,3  | 1    | 2,4 | -   | 1,3 | -  | 1,7 | -   | 0,5 | -  | -    | -   | -            | -            | 18       | 1 049 056  |
| Bari               | 40,6 | 10  | 32,6 | 8   | 9,0  | 2   | 9,8  | 2   | 3,4  | 1    | 1,8 | -   | 1,0 | -  | 1,1 | -   | 0,7 | -  | -    | -   | -            | -            | 23       | 1 262 163  |
| Lecce              | 43,0 | 8   | 30,6 | 6   | 9,3  | 2   | 9,6  | 2   | 2,8  | -    | 2,1 | -   | 1,3 | -  | 0,6 | -   | 0,6 | -  | -    | -   | -            | -            | 18       | 1 044 942  |
| Potenza            | 44,5 | 4   | 33,3 | 3   | 10,3 | 1   | 6,0  | -   | 2,5  | -    | 0,9 | -   | 1,2 | -  | 0,7 | -   | 0,4 | -  | -    | -   | -            | -            | 8        | 375 370    |
| Catanzaro          | 39,4 | 10  | 32,9 | 8   | 11,5 | 3   | 8,8  | 2   | 2,7  | -    | 2,1 | -   | 1,5 | -  | 0,7 | -   | 0,5 | -  | -    | -   | -            | -            | 23       | 1 164 764  |
| Catânia            | 41,2 | 12  | 27,6 | 8   | 8,4  | 2   | 12,7 | 4   | 3,2  | 1    | 2,9 | 1   | 1,1 | -  | 2,0 | 1   | 0,9 | -  | -    | -   | -            | -            | 29       | 1 547 311  |
| Palermo            | 43,4 | 12  | 27,4 | 7   | 9,7  | 2   | 9,2  | 2   | 3,3  | 1    | 3,3 | 1   | 1,2 | -  | 1,5 | -   | 1,0 | -  | -    | -   | -            | -            | 25       | 1 395 089  |
| Cagliari           | 39,9 | 7   | 35,5 | 7   | 9,3  | 1   | 7,2  | 1   | 2,6  | -    | 2,0 | -   | 1,6 | -  | 1,1 | -   | 0,8 | -  | -    | -   | -            | -            | 16       | 952 273    |
| Vale de Aosta      | 32,0 | -   | -    | -   | -    | -   | 2,9  | -   | -    | -    | -   | -   | -   | -  | -   | -   | 2,7 | -  | -    | -   | 35,5         | 1            | 1        | 79 573     |
| Trieste            | 36,4 | 2   | 28,7 | 1   | 7,0  | -   | 10,2 | -   | 3,1  | -    | 4,6 | -   | 1,0 | -  | 2,0 | -   | 3,1 | -  | -    | -   | -            | -            | 3        | 231 568    |
| Itália             | 38,7 | 262 | 34,4 | 228 | 9,6  | 57  | 6,1  | 35  | 3,4  | 15   | 3,1 | 14  | 1,5 | 6  | 1,3 | 5   | 1,1 | 4  | 0,5  | 3   | 0,1          | 1            | 630      | 37 755 090 |

#### Torino-Novara-Vercelli
| Partido                 | Partido                                 | Votos     | %               | +/-  | Deputados | +/-     |
| ----------------------- | --------------------------------------- | --------- | --------------- | ---- | --------- | ------- |
|                         | Partido Comunista Italiano              | 865 252   | 38,21 / 100,00  | 9,62 | 15 / 38   | 5       |
|                         | Democracia Cristã                       | 741 841   | 32,76 / 100,00  | 0,73 | 13 / 38   | 1       |
|                         | Partido Socialista Italiano             | 231 557   | 10,23 / 100,00  | 0,65 | 4 / 38    | Estável |
|                         | Partido Socialista Democrático Italiano | 99 971    | 4,41 / 100,00   | 2,53 | 1 / 38    | 1       |
|                         | Movimento Social Italiano               | 91 881    | 4,06 / 100,00   | 1,23 | 1 / 38    | 1       |
|                         | Partido Republicano Italiano            | 89 592    | 3,96 / 100,00   | 0,57 | 1 / 38    | Estável |
|                         | Partido Liberal Italiano                | 61 488    | 2,72 / 100,00   | 5,18 | 1 / 38    | 2       |
|                         | Democracia Proletária                   | 42 037    | 1,86 / 100,00   | Novo | 1 / 38    | Novo    |
|                         | Partido Radical                         | 38 840    | 1,72 / 100,00   | Novo | 1 / 38    | Novo    |
|                         | Outros                                  | 1 979     | 0,09 / 100,00   |      | 0 / 38    |         |
| Votos Inválidos         | Votos Inválidos                         | 120 552   | 5,15 / 100,00   | 1,91 |           |         |
| Total                   | Total                                   | 2 338 750 | 100,00 / 100,00 |      | 38 / 38   | 4       |
| Eleitorado/Participação | Eleitorado/Participação                 | 2 464 729 | 94,89 / 100,00  | 0,81 |           |         |

#### Cuneo-Alessandria-Asti
| Partido                 | Partido                                 | Votos   | %               | +/-  | Deputados | +/-     |
| ----------------------- | --------------------------------------- | ------- | --------------- | ---- | --------- | ------- |
|                         | Democracia Cristã                       | 384 340 | 43,20 / 100,00  | 1,54 | 7 / 16    | Estável |
|                         | Partido Comunista Italiano              | 252 169 | 28,34 / 100,00  | 7,89 | 5 / 16    | 2       |
|                         | Partido Socialista Italiano             | 84 641  | 9,51 / 100,00   | 2,11 | 1 / 16    | 1       |
|                         | Partido Socialista Democrático Italiano | 48 455  | 5,45 / 100,00   | 1,52 | 1 / 16    | Estável |
|                         | Partido Republicano Italiano            | 34 398  | 3,87 / 100,00   | 0,67 | 1 / 16    | 1       |
|                         | Partido Liberal Italiano                | 32 996  | 3,71 / 100,00   | 2,94 | 1 / 16    | Estável |
|                         | Movimento Social Italiano               | 25 886  | 2,91 / 100,00   | 0,50 | 0 / 16    | Estável |
|                         | Democracia Proletária                   | 15 638  | 1,76 / 100,00   | Novo | 0 / 16    | Novo    |
|                         | Partido Radical                         | 11 177  | 1,26 / 100,00   | Novo | 0 / 16    | Novo    |
| Votos Inválidos         | Votos Inválidos                         | 61 610  | 6,65 / 100,00   | 0,44 |           |         |
| Total                   | Total                                   | 927 117 | 100,00 / 100,00 |      | 16 / 16   | 2       |
| Eleitorado/Participação | Eleitorado/Participação                 | 968 098 | 95,77 / 100,00  | 0,24 |           |         |

#### Genova-Imperia-La Spezia-Savona
| Partido                 | Partido                                 | Votos     | %               | +/-  | Deputados | +/-     |
| ----------------------- | --------------------------------------- | --------- | --------------- | ---- | --------- | ------- |
|                         | Partido Comunista Italiano              | 527 236   | 39,08 / 100,00  | 7,47 | 9 / 22    | 2       |
|                         | Democracia Cristã                       | 464 575   | 34,44 / 100,00  | 0,94 | 8 / 22    | Estável |
|                         | Partido Socialista Italiano             | 147 571   | 10,94 / 100,00  | 0,28 | 2 / 22    | 1       |
|                         | Movimento Social Italiano               | 58 672    | 4,35 / 100,00   | 1,80 | 1 / 22    | Estável |
|                         | Partido Republicano Italiano            | 51 670    | 3,83 / 100,00   | 0,28 | 1 / 22    | Estável |
|                         | Partido Socialista Democrático Italiano | 39 972    | 2,96 / 100,00   | 2,36 | 0 / 22    | 1       |
|                         | Partido Liberal Italiano                | 24 064    | 1,78 / 100,00   | 4,08 | 0 / 22    | 1       |
|                         | Partido Radical                         | 20 484    | 1,52 / 100,00   | Novo | 1 / 22    | Novo    |
|                         | Democracia Proletária                   | 14 089    | 1,04 / 100,00   | Novo | 0 / 22    | Novo    |
|                         | Outros                                  | 724       | 0,05 / 100,00   |      | 0 / 22    |         |
| Votos Inválidos         | Votos Inválidos                         | 55 681    | 4,02 / 100,00   | 0,88 |           |         |
| Total                   | Total                                   | 1 383 613 | 100,00 / 100,00 |      | 22 / 22   |         |
| Eleitorado/Participação | Eleitorado/Participação                 | 1 454 862 | 95,10 / 100,00  | 0,38 |           |         |

#### Milano-Pavia
| Partido                 | Partido                                 | Votos     | %               | +/-  | Deputados | +/-     |
| ----------------------- | --------------------------------------- | --------- | --------------- | ---- | --------- | ------- |
|                         | Partido Comunista Italiano              | 1 113 369 | 35,83 / 100,00  | 7,65 | 19 / 52   | 6       |
|                         | Democracia Cristã                       | 1 092 254 | 35,15 / 100,00  | 0,89 | 19 / 52   | 3       |
|                         | Partido Socialista Italiano             | 368 246   | 11,85 / 100,00  | 0,46 | 6 / 52    | Estável |
|                         | Movimento Social Italiano               | 132 163   | 4,25 / 100,00   | 2,56 | 2 / 52    | 1       |
|                         | Partido Republicano Italiano            | 127 019   | 4,09 / 100,00   | 0,15 | 2 / 52    | Estável |
|                         | Partido Socialista Democrático Italiano | 98 173    | 3,16 / 100,00   | 1,73 | 1 / 52    | 1       |
|                         | Democracia Proletária                   | 79 933    | 2,57 / 100,00   | Novo | 1 / 52    | Novo    |
|                         | Partido Radical                         | 49 423    | 1,59 / 100,00   | Novo | 1 / 52    | Novo    |
|                         | Partido Liberal Italiano                | 44 883    | 1,44 / 100,00   | 4,66 | 1 / 52    | 2       |
|                         | Outros                                  | 2 184     | 0,07 / 100,00   |      | 0 / 52    |         |
| Votos Inválidos         | Votos Inválidos                         | 116 905   | 3,68 / 100,00   | 1,04 |           |         |
| Total                   | Total                                   | 3 179 678 | 100,00 / 100,00 |      | 52 / 52   | 7       |
| Eleitorado/Participação | Eleitorado/Participação                 | 3 312 950 | 95,98 / 100,00  | 0,81 |           |         |

#### Como-Sondrio-Varese
| Partido                 | Partido                                 | Votos     | %               | +/-  | Deputados | +/-     |
| ----------------------- | --------------------------------------- | --------- | --------------- | ---- | --------- | ------- |
|                         | Democracia Cristã                       | 515 915   | 45,43 / 100,00  | 0,48 | 9 / 19    | Estável |
|                         | Partido Comunista Italiano              | 308 481   | 27,17 / 100,00  | 9,41 | 5 / 19    | 2       |
|                         | Partido Socialista Italiano             | 134 459   | 11,84 / 100,00  | 0,91 | 2 / 19    | Estável |
|                         | Partido Socialista Democrático Italiano | 42 539    | 3,75 / 100,00   | 2,99 | 0 / 19    | 1       |
|                         | Movimento Social Italiano               | 41 224    | 3,63 / 100,00   | 1,42 | 1 / 19    | Estável |
|                         | Partido Republicano Italiano            | 37 849    | 3,33 / 100,00   | 0,74 | 1 / 19    | 1       |
|                         | Democracia Proletária                   | 23 152    | 2,04 / 100,00   | Novo | 1 / 19    | Novo    |
|                         | Partido Liberal Italiano                | 20 029    | 1,76 / 100,00   | 3,63 | 0 / 19    | 1       |
|                         | Partido Radical                         | 11 886    | 1,05 / 100,00   | Novo | 0 / 19    | Novo    |
| Votos Inválidos         | Votos Inválidos                         | 58 935    | 5,03 / 100,00   | 1,16 |           |         |
| Total                   | Total                                   | 1 171 308 | 100,00 / 100,00 |      | 19 / 19   | 2       |
| Eleitorado/Participação | Eleitorado/Participação                 | 1 226 612 | 95,49 / 100,00  | 1,05 |           |         |

#### Brescia-Bergamo
| Partido                 | Partido                                 | Votos     | %               | +/-  | Deputados | +/-     |
| ----------------------- | --------------------------------------- | --------- | --------------- | ---- | --------- | ------- |
|                         | Democracia Cristã                       | 654 729   | 53,24 / 100,00  | 2,21 | 12 / 21   | Estável |
|                         | Partido Comunista Italiano              | 283 537   | 23,06 / 100,00  | 7,77 | 5 / 21    | 2       |
|                         | Partido Socialista Italiano             | 125 910   | 10,24 / 100,00  | 0,60 | 2 / 21    | Estável |
|                         | Movimento Social Italiano               | 40 992    | 3,33 / 100,00   | 1,30 | 1 / 21    | Estável |
|                         | Partido Socialista Democrático Italiano | 40 977    | 3,33 / 100,00   | 1,99 | 0 / 21    | 1       |
|                         | Democracia Proletária                   | 29 383    | 2,39 / 100,00   | Novo | 1 / 21    | Novo    |
|                         | Partido Republicano Italiano            | 25 901    | 2,11 / 100,00   | 0,43 | 0 / 21    | Estável |
|                         | Partido Liberal Italiano                | 16 900    | 1,37 / 100,00   | 2,38 | 0 / 21    | 1       |
|                         | Outros                                  | 11 334    | 0,92 / 100,00   |      | 0 / 21    |         |
| Votos Inválidos         | Votos Inválidos                         | 52 845    | 4,19 / 100,00   | 0,69 |           |         |
| Total                   | Total                                   | 1 261 086 | 100,00 / 100,00 |      | 21 / 21   | 1       |
| Eleitorado/Participação | Eleitorado/Participação                 | 1 315 793 | 95,84 / 100,00  | 0,61 |           |         |

#### Mantova-Cremona
| Partido                 | Partido                                 | Votos   | %               | +/-  | Deputados | +/-     |
| ----------------------- | --------------------------------------- | ------- | --------------- | ---- | --------- | ------- |
|                         | Democracia Cristã                       | 197 938 | 38,50 / 100,00  | 0,23 | 4 / 8     | Estável |
|                         | Partido Comunista Italiano              | 187 274 | 36,43 / 100,00  | 6,59 | 3 / 8     | Estável |
|                         | Partido Socialista Italiano             | 69 329  | 13,49 / 100,00  | 1,09 | 1 / 8     | Estável |
|                         | Movimento Social Italiano               | 19 485  | 3,79 / 100,00   | 1,57 | 0 / 8     | Estável |
|                         | Partido Socialista Democrático Italiano | 15 328  | 2,98 / 100,00   | 0,84 | 0 / 8     | Estável |
|                         | Partido Republicano Italiano            | 9 577   | 1,86 / 100,00   | 0,23 | 0 / 8     | Estável |
|                         | Democracia Proletária                   | 6 482   | 1,26 / 100,00   | Novo | 0 / 8     | Novo    |
|                         | Outros                                  | 8 671   | 1,69 / 100,00   |      | 0 / 8     |         |
| Votos Inválidos         | Votos Inválidos                         | 22 616  | 4,29 / 100,00   | 0,72 |           |         |
| Total                   | Total                                   | 527 297 | 100,00 / 100,00 |      | 8 / 8     |         |
| Eleitorado/Participação | Eleitorado/Participação                 | 540 619 | 97,54 / 100,00  | 0,42 |           |         |

#### Trento-Bolzano
| Partido                 | Partido                                  | Votos   | %               | +/-  | Deputados | +/-     |
| ----------------------- | ---------------------------------------- | ------- | --------------- | ---- | --------- | ------- |
|                         | Democracia Cristã                        | 186 190 | 32,82 / 100,00  | 6,41 | 4 / 9     | 1       |
|                         | Partido Popular Sul Tirolês              | 184 375 | 32,50 / 100,00  | 2,38 | 3 / 9     | Estável |
|                         | Partido Comunista Italiano               | 74 822  | 13,19 / 100,00  | 5,57 | 1 / 9     | Estável |
|                         | Partido Socialista Italiano              | 44 681  | 7,87 / 100,00   | 0,84 | 1 / 9     | Estável |
|                         | Partido Republicano Italiano             | 15 319  | 2,70 / 100,00   | 0,82 | 0 / 9     | Estável |
|                         | Movimento Social Italiano                | 14 661  | 2,58 / 100,00   | 1,15 | 0 / 9     | Estável |
|                         | Partido Socialista Democrático Italiano  | 14 062  | 2,48 / 100,00   | 2,46 | 0 / 9     | Estável |
|                         | Democracia Proletária                    | 13 030  | 2,30 / 100,00   | Novo | 0 / 9     | Novo    |
|                         | Partido Social-Democrata do Tirol do Sul | 7 664   | 1,35 / 100,00   | Novo | 0 / 9     | Novo    |
|                         | Partido Radical                          | 6 960   | 1,23 / 100,00   | Novo | 0 / 9     | Novo    |
|                         | Outros                                   | 5 618   | 0,99 / 100,00   |      | 0 / 9     |         |
| Votos Inválidos         | Votos Inválidos                          | 25 984  | 4,46 / 100,00   | 1,59 |           |         |
| Total                   | Total                                    | 583 076 | 100,00 / 100,00 |      | 9 / 9     | 1       |
| Eleitorado/Participação | Eleitorado/Participação                  | 609 497 | 95,67 / 100,00  | 0,59 |           |         |

#### Verona-Padova-Vicenza-Rovigo
| Partido                 | Partido                                 | Votos     | %               | +/-  | Deputados | +/-     |
| ----------------------- | --------------------------------------- | --------- | --------------- | ---- | --------- | ------- |
|                         | Democracia Cristã                       | 942 301   | 55,53 / 100,00  | 1,51 | 16 / 28   | 1       |
|                         | Partido Comunista Italiano              | 362 442   | 21,36 / 100,00  | 5,67 | 6 / 28    | 1       |
|                         | Partido Socialista Italiano             | 162 179   | 9,56 / 100,00   | 1,08 | 3 / 28    | 1       |
|                         | Partido Socialista Democrático Italiano | 62 073    | 3,66 / 100,00   | 1,67 | 1 / 28    | Estável |
|                         | Movimento Social Italiano               | 59 347    | 3,50 / 100,00   | 1,13 | 1 / 28    | Estável |
|                         | Partido Republicano Italiano            | 47 162    | 2,78 / 100,00   | 0,82 | 1 / 28    | Estável |
|                         | Democracia Proletária                   | 23 344    | 1,38 / 100,00   | Novo | 0 / 28    | Novo    |
|                         | Partido Liberal Italiano                | 19 343    | 1,14 / 100,00   | 2,47 | 0 / 28    | 1       |
|                         | Partido Radical                         | 17 789    | 1,05 / 100,00   | Novo | 0 / 28    | Novo    |
|                         | Outros                                  | 954       | 0,06 / 100,00   |      | 0 / 28    |         |
| Votos Inválidos         | Votos Inválidos                         | 73 594    | 4,23 / 100,00   | 1,30 |           |         |
| Total                   | Total                                   | 1 741 529 | 100,00 / 100,00 |      | 28 / 28   |         |
| Eleitorado/Participação | Eleitorado/Participação                 | 1 792 953 | 97,13 / 100,00  | 0,03 |           |         |

#### Venezia-Treviso
| Partido                 | Partido                                 | Votos     | %               | +/-  | Deputados | +/-     |
| ----------------------- | --------------------------------------- | --------- | --------------- | ---- | --------- | ------- |
|                         | Democracia Cristã                       | 466 092   | 45,52 / 100,00  | 1,82 | 8 / 16    | 1       |
|                         | Partido Comunista Italiano              | 284 076   | 27,74 / 100,00  | 7,36 | 5 / 16    | 1       |
|                         | Partido Socialista Italiano             | 118 756   | 11,60 / 100,00  | 0,51 | 2 / 16    | Estável |
|                         | Partido Socialista Democrático Italiano | 47 434    | 4,63 / 100,00   | 2,10 | 1 / 16    | Estável |
|                         | Partido Republicano Italiano            | 35 107    | 3,43 / 100,00   | 1,00 | 0 / 16    | Estável |
|                         | Movimento Social Italiano               | 30 778    | 3,01 / 100,00   | 1,18 | 0 / 16    | 1       |
|                         | Democracia Proletária                   | 18 552    | 1,81 / 100,00   | Novo | 0 / 16    | Novo    |
|                         | Partido Radical                         | 11 925    | 1,16 / 100,00   | Novo | 0 / 16    | Novo    |
|                         | Partido Liberal Italiano                | 10 709    | 1,05 / 100,00   | 2,59 | 0 / 16    | 1       |
|                         | Outros                                  | 496       | 0,05 / 100,00   |      | 0 / 16    |         |
| Votos Inválidos         | Votos Inválidos                         | 46 886    | 4,44 / 100,00   | 0,27 |           |         |
| Total                   | Total                                   | 1 055 229 | 100,00 / 100,00 |      | 16 / 16   | 2       |
| Eleitorado/Participação | Eleitorado/Participação                 | 1 096 896 | 96,20 / 100,00  | 0,44 |           |         |

#### Udine-Belluno-Gorizia
| Partido                 | Partido                                 | Votos   | %               | +/-  | Deputados | +/-     |
| ----------------------- | --------------------------------------- | ------- | --------------- | ---- | --------- | ------- |
|                         | Democracia Cristã                       | 365 838 | 44,37 / 100,00  | 1,54 | 6 / 13    | 1       |
|                         | Partido Comunista Italiano              | 209 269 | 25,38 / 100,00  | 7,69 | 4 / 13    | 1       |
|                         | Partido Socialista Italiano             | 106 703 | 12,94 / 100,00  | 0,21 | 2 / 13    | Estável |
|                         | Partido Socialista Democrático Italiano | 54 864  | 6,65 / 100,00   | 2,95 | 1 / 13    | Estável |
|                         | Movimento Social Italiano               | 32 779  | 3,98 / 100,00   | 1,58 | 0 / 13    | 1       |
|                         | Partido Republicano Italiano            | 27 222  | 3,30 / 100,00   | 1,11 | 0 / 13    | Estável |
|                         | Democracia Proletária                   | 14 609  | 1,77 / 100,00   | Novo | 0 / 13    | Novo    |
|                         | Partido Liberal Italiano                | 9 831   | 1,19 / 100,00   | 1,93 | 0 / 13    | Estável |
|                         | Outros                                  | 3 433   | 0,42 / 100,00   |      | 0 / 13    |         |
| Votos Inválidos         | Votos Inválidos                         | 37 921  | 4,47 / 100,00   | 0,15 |           |         |
| Total                   | Total                                   | 848 478 | 100,00 / 100,00 |      | 13 / 13   | 1       |
| Eleitorado/Participação | Eleitorado/Participação                 | 899 358 | 94,34 / 100,00  | 2,68 |           |         |

#### Bologna-Ferrara-Ravenna-Forli
| Partido                 | Partido                                 | Votos     | %               | +/-  | Deputados | +/-     |
| ----------------------- | --------------------------------------- | --------- | --------------- | ---- | --------- | ------- |
|                         | Partido Comunista Italiano              | 819 224   | 49,23 / 100,00  | 4,38 | 14 / 27   | 2       |
|                         | Democracia Cristã                       | 430 104   | 25,85 / 100,00  | 1,30 | 7 / 27    | Estável |
|                         | Partido Socialista Italiano             | 147 273   | 8,85 / 100,00   | 1,11 | 2 / 27    | Estável |
|                         | Partido Republicano Italiano            | 99 783    | 6,00 / 100,00   | 0,35 | 2 / 27    | Estável |
|                         | Partido Socialista Democrático Italiano | 63 054    | 3,79 / 100,00   | 2,08 | 1 / 27    | 1       |
|                         | Movimento Social Italiano               | 52 331    | 3,14 / 100,00   | 1,07 | 1 / 27    | Estável |
|                         | Partido Radical                         | 18 263    | 1,10 / 100,00   | Novo | 0 / 27    | Novo    |
|                         | Outros                                  | 34 088    | 2,05 / 100,00   |      | 0 / 27    |         |
| Votos Inválidos         | Votos Inválidos                         | 54 000    | 3,18 / 100,00   | 0,64 |           |         |
| Total                   | Total                                   | 1 696 078 | 100,00 / 100,00 |      | 27 / 27   |         |
| Eleitorado/Participação | Eleitorado/Participação                 | 1 734 661 | 97,78 / 100,00  | 0,08 |           |         |

#### Parma-Modena-Piacenza-Reggio nell'Emilia
| Partido                 | Partido                                 | Votos     | %               | +/-  | Deputados | +/-     |
| ----------------------- | --------------------------------------- | --------- | --------------- | ---- | --------- | ------- |
|                         | Partido Comunista Italiano              | 579 845   | 47,53 / 100,00  | 4,83 | 10 / 19   | 1       |
|                         | Democracia Cristã                       | 390 179   | 31,98 / 100,00  | 2,05 | 6 / 19    | Estável |
|                         | Partido Socialista Italiano             | 110 022   | 9,02 / 100,00   | 0,16 | 2 / 19    | Estável |
|                         | Partido Socialista Democrático Italiano | 47 460    | 3,89 / 100,00   | 2,27 | 1 / 19    | Estável |
|                         | Movimento Social Italiano               | 34 863    | 2,86 / 100,00   | 1,00 | 0 / 19    | 1       |
|                         | Partido Republicano Italiano            | 23 605    | 1,93 / 100,00   | 0,53 | 0 / 19    | Estável |
|                         | Democracia Proletária                   | 13 139    | 1,08 / 100,00   | Novo | 0 / 19    | Novo    |
|                         | Outros                                  | 20 841    | 1,71 / 100,00   |      | 0 / 19    |         |
| Votos Inválidos         | Votos Inválidos                         | 51 788    | 4,14 / 100,00   | 0,72 |           |         |
| Total                   | Total                                   | 1 250 565 | 100,00 / 100,00 |      | 19 / 19   | 1       |
| Eleitorado/Participação | Eleitorado/Participação                 | 1 291 041 | 96,86 / 100,00  | 0,06 |           |         |

#### Firenze-Pistoia
| Partido                 | Partido                                 | Votos     | %               | +/-  | Deputados | +/-     |
| ----------------------- | --------------------------------------- | --------- | --------------- | ---- | --------- | ------- |
|                         | Partido Comunista Italiano              | 529 458   | 50,37 / 100,00  | 5,28 | 9 / 15    | 1       |
|                         | Democracia Cristã                       | 319 031   | 30,35 / 100,00  | 0,66 | 5 / 15    | Estável |
|                         | Partido Socialista Italiano             | 91 952    | 8,75 / 100,00   | 0,35 | 1 / 15    | Estável |
|                         | Movimento Social Italiano               | 32 312    | 3,07 / 100,00   | 1,81 | 0 / 15    | 1       |
|                         | Partido Republicano Italiano            | 25 142    | 2,39 / 100,00   | 0,49 | 0 / 15    | Estável |
|                         | Partido Socialista Democrático Italiano | 23 929    | 2,28 / 100,00   | 2,18 | 0 / 15    | 1       |
|                         | Democracia Proletária                   | 13 220    | 1,26 / 100,00   | Novo | 0 / 15    | Novo    |
|                         | Outros                                  | 16 128    | 1,53 / 100,00   |      | 0 / 15    |         |
| Votos Inválidos         | Votos Inválidos                         | 38 379    | 3,57 / 100,00   | 1,19 |           |         |
| Total                   | Total                                   | 1 074 096 | 100,00 / 100,00 |      | 15 / 15   | 1       |
| Eleitorado/Participação | Eleitorado/Participação                 | 1 110 575 | 96,72 / 100,00  | 0,79 |           |         |

#### Pisa-Livorno-Lucca-Massa e Carrara
| Partido                 | Partido                                 | Votos     | %               | +/-  | Deputados | +/-     |
| ----------------------- | --------------------------------------- | --------- | --------------- | ---- | --------- | ------- |
|                         | Partido Comunista Italiano              | 406 341   | 42,79 / 100,00  | 6,16 | 7 / 14    | 1       |
|                         | Democracia Cristã                       | 321 240   | 33,83 / 100,00  | 0,28 | 6 / 14    | Estável |
|                         | Partido Socialista Italiano             | 101 642   | 10,70 / 100,00  | 1,25 | 1 / 14    | Estável |
|                         | Movimento Social Italiano               | 39 043    | 4,11 / 100,00   | 2,00 | 0 / 14    | 1       |
|                         | Partido Republicano Italiano            | 31 167    | 3,28 / 100,00   | 0,06 | 0 / 14    | 1       |
|                         | Partido Socialista Democrático Italiano | 24 803    | 2,61 / 100,00   | 2,68 | 0 / 14    | 1       |
|                         | Democracia Proletária                   | 12 275    | 1,29 / 100,00   | Novo | 0 / 14    | Novo    |
|                         | Outros                                  | 13 091    | 1,38 / 100,00   |      | 0 / 14    |         |
| Votos Inválidos         | Votos Inválidos                         | 40 139    | 4,12 / 100,00   | 1,17 |           |         |
| Total                   | Total                                   | 974 112   | 100,00 / 100,00 |      | 14 / 14   | 2       |
| Eleitorado/Participação | Eleitorado/Participação                 | 1 010 646 | 96,39 / 100,00  | 0,35 |           |         |

#### Siena-Arezzo-Grosseto
| Partido                 | Partido                                 | Votos   | %               | +/-  | Deputados | +/-     |
| ----------------------- | --------------------------------------- | ------- | --------------- | ---- | --------- | ------- |
|                         | Partido Comunista Italiano              | 293 040 | 49,92 / 100,00  | 4,10 | 5 / 9     | Estável |
|                         | Democracia Cristã                       | 172 999 | 29,47 / 100,00  | 0,39 | 3 / 9     | Estável |
|                         | Partido Socialista Italiano             | 60 510  | 10,31 / 100,00  | 1,19 | 1 / 9     | Estável |
|                         | Movimento Social Italiano               | 20 179  | 3,44 / 100,00   | 1,44 | 0 / 9     | Estável |
|                         | Partido Republicano Italiano            | 14 896  | 2,54 / 100,00   | 0,29 | 0 / 9     | Estável |
|                         | Partido Socialista Democrático Italiano | 11 675  | 1,99 / 100,00   | 1,86 | 0 / 9     | Estável |
|                         | Democracia Proletária                   | 7 294   | 1,24 / 100,00   | Novo | 0 / 9     | Novo    |
|                         | Outros                                  | 6 479   | 1,10 / 100,00   |      | 0 / 9     |         |
| Votos Inválidos         | Votos Inválidos                         | 20 968  | 3,50 / 100,00   | 0,75 |           |         |
| Total                   | Total                                   | 599 525 | 100,00 / 100,00 |      | 9 / 9     |         |
| Eleitorado/Participação | Eleitorado/Participação                 | 614 443 | 97,57 / 100,00  | 0,05 |           |         |

#### Ancona-Pesaro-Macerata-Ascoli Piceno
| Partido                 | Partido                                 | Votos     | %               | +/-  | Deputados | +/-     |
| ----------------------- | --------------------------------------- | --------- | --------------- | ---- | --------- | ------- |
|                         | Partido Comunista Italiano              | 389 556   | 39,88 / 100,00  | 7,03 | 7 / 16    | 1       |
|                         | Democracia Cristã                       | 381 223   | 39,03 / 100,00  | 0,45 | 7 / 16    | Estável |
|                         | Partido Socialista Italiano             | 80 877    | 8,28 / 100,00   | 0,40 | 1 / 16    | Estável |
|                         | Movimento Social Italiano               | 39 079    | 4,00 / 100,00   | 1,24 | 1 / 16    | Estável |
|                         | Partido Republicano Italiano            | 33 588    | 3,44 / 100,00   | 0,29 | 0 / 16    | 1       |
|                         | Partido Socialista Democrático Italiano | 27 957    | 2,86 / 100,00   | 1,52 | 0 / 16    | 1       |
|                         | Democracia Proletária                   | 10 826    | 1,11 / 100,00   | Novo | 0 / 16    | Novo    |
|                         | Outros                                  | 13 595    | 1,39 / 100,00   |      | 0 / 16    |         |
| Votos Inválidos         | Votos Inválidos                         | 46 216    | 4,60 / 100,00   | 0,80 |           |         |
| Total                   | Total                                   | 1 004 578 | 100,00 / 100,00 |      | 16 / 16   | 1       |
| Eleitorado/Participação | Eleitorado/Participação                 | 1 049 634 | 95,71 / 100,00  | 0,42 |           |         |

#### Perugia-Terni-Rieti
| Partido                 | Partido                                 | Votos   | %               | +/-  | Deputados | +/-     |
| ----------------------- | --------------------------------------- | ------- | --------------- | ---- | --------- | ------- |
|                         | Partido Comunista Italiano              | 303 770 | 45,15 / 100,00  | 6,04 | 6 / 12    | 1       |
|                         | Democracia Cristã                       | 215 618 | 32,05 / 100,00  | 0,18 | 4 / 12    | Estável |
|                         | Partido Socialista Italiano             | 74 571  | 11,08 / 100,00  | 1,34 | 1 / 12    | Estável |
|                         | Movimento Social Italiano               | 37 182  | 5,53 / 100,00   | 1,56 | 1 / 12    | Estável |
|                         | Partido Republicano Italiano            | 17 046  | 2,53 / 100,00   | 0,03 | 0 / 12    | Estável |
|                         | Partido Socialista Democrático Italiano | 11 008  | 1,64 / 100,00   | 2,22 | 0 / 12    | Estável |
|                         | Outros                                  | 13 642  | 2,02 / 100,00   |      | 0 / 12    |         |
| Votos Inválidos         | Votos Inválidos                         | 26 572  | 3,85 / 100,00   | 0,51 |           |         |
| Total                   | Total                                   | 689 948 | 100,00 / 100,00 |      | 12 / 12   | 1       |
| Eleitorado/Participação | Eleitorado/Participação                 | 718 509 | 96,02 / 100,00  | 0,29 |           |         |

#### Roma-Viterbo-Latina-Frosinone
| Partido                 | Partido                                 | Votos     | %               | +/-  | Deputados | +/-     |
| ----------------------- | --------------------------------------- | --------- | --------------- | ---- | --------- | ------- |
|                         | Partido Comunista Italiano              | 1 138 531 | 36,04 / 100,00  | 8,83 | 20 / 55   | 7       |
|                         | Democracia Cristã                       | 1 127 263 | 35,68 / 100,00  | 1,26 | 19 / 55   | 2       |
|                         | Movimento Social Italiano               | 298 643   | 9,45 / 100,00   | 5,32 | 5 / 55    | 2       |
|                         | Partido Socialista Italiano             | 240 205   | 7,60 / 100,00   | 0,01 | 4 / 55    | Estável |
|                         | Partido Socialista Democrático Italiano | 105 134   | 3,33 / 100,00   | 2,20 | 2 / 55    | 1       |
|                         | Partido Republicano Italiano            | 104 961   | 3,32 / 100,00   | 0,12 | 2 / 55    | Estável |
|                         | Partido Radical                         | 57 709    | 1,83 / 100,00   | Novo | 1 / 55    | Novo    |
|                         | Democracia Proletária                   | 44 528    | 1,41 / 100,00   | Novo | 1 / 55    | Novo    |
|                         | Partido Liberal Italiano                | 38 581    | 1,22 / 100,00   | 2,90 | 1 / 55    | 1       |
|                         | Outros                                  | 3 626     | 0,11 / 100,00   |      | 0 / 55    |         |
| Votos Inválidos         | Votos Inválidos                         | 112 827   | 3,49 / 100,00   | 0,17 |           |         |
| Total                   | Total                                   | 3 234 028 | 100,00 / 100,00 |      | 55 / 55   | 7       |
| Eleitorado/Participação | Eleitorado/Participação                 | 3 416 026 | 94,67 / 100,00  | 0,48 |           |         |

#### L'Aquila-Pescara-Chieti-Teramo
| Partido                 | Partido                                 | Votos   | %               | +/-  | Deputados | +/-     |
| ----------------------- | --------------------------------------- | ------- | --------------- | ---- | --------- | ------- |
|                         | Democracia Cristã                       | 349 123 | 44,20 / 100,00  | 3,97 | 7 / 14    | 1       |
|                         | Partido Comunista Italiano              | 275 536 | 34,88 / 100,00  | 7,92 | 5 / 14    | 1       |
|                         | Partido Socialista Italiano             | 61 325  | 7,76 / 100,00   | 0,90 | 1 / 14    | Estável |
|                         | Movimento Social Italiano               | 50 011  | 6,33 / 100,00   | 1,32 | 1 / 14    | Estável |
|                         | Partido Socialista Democrático Italiano | 19 943  | 2,52 / 100,00   | 1,42 | 0 / 14    | 1       |
|                         | Partido Republicano Italiano            | 13 744  | 1,74 / 100,00   | 0,13 | 0 / 14    | Estável |
|                         | Democracia Proletária                   | 10 308  | 1,30 / 100,00   | Novo | 0 / 14    | Novo    |
|                         | Outros                                  | 9 948   | 1,26 / 100,00   |      | 0 / 14    |         |
| Votos Inválidos         | Votos Inválidos                         | 33 744  | 4,16 / 100,00   | 0,12 |           |         |
| Total                   | Total                                   | 811 976 | 100,00 / 100,00 |      | 14 / 14   | 1       |
| Eleitorado/Participação | Eleitorado/Participação                 | 907 001 | 89,52 / 100,00  | 2,72 |           |         |

#### Campobasso
| Partido                 | Partido                                 | Votos   | %               | +/-  | Deputados | +/-     |
| ----------------------- | --------------------------------------- | ------- | --------------- | ---- | --------- | ------- |
|                         | Democracia Cristã                       | 103 396 | 50,71 / 100,00  | 4,35 | 3 / 4     | Estável |
|                         | Partido Comunista Italiano              | 52 956  | 25,97 / 100,00  | 8,63 | 1 / 4     | Estável |
|                         | Partido Socialista Italiano             | 13 618  | 6,68 / 100,00   | 1,61 | 0 / 4     | Estável |
|                         | Movimento Social Italiano               | 12 188  | 5,98 / 100,00   | 1,19 | 0 / 4     | Estável |
|                         | Partido Socialista Democrático Italiano | 7 349   | 3,60 / 100,00   | 3,60 | 0 / 4     | Estável |
|                         | Partido Republicano Italiano            | 6 220   | 3,05 / 100,00   | 0,61 | 0 / 4     | Estável |
|                         | Partido Liberal Italiano                | 3 885   | 1,91 / 100,00   | 0,97 | 0 / 4     | Estável |
|                         | Democracia Proletária                   | 3 266   | 1,60 / 100,00   | Novo | 0 / 4     | Novo    |
|                         | Outros                                  | 1 000   | 0,49 / 100,00   |      | 0 / 4     |         |
| Votos Inválidos         | Votos Inválidos                         | 11 157  | 5,27 / 100,00   | 0,11 |           |         |
| Total                   | Total                                   | 211 662 | 100,00 / 100,00 |      | 4 / 4     |         |
| Eleitorado/Participação | Eleitorado/Participação                 | 247 802 | 85,42 / 100,00  | 3,28 |           |         |

#### Napoli-Caserta
| Partido                 | Partido                                 | Votos     | %               | +/-   | Deputados | +/-     |
| ----------------------- | --------------------------------------- | --------- | --------------- | ----- | --------- | ------- |
|                         | Democracia Cristã                       | 739 177   | 36,28 / 100,00  | 0,73  | 15 / 39   | 1       |
|                         | Partido Comunista Italiano              | 730 693   | 35,86 / 100,00  | 10,34 | 14 / 39   | 4       |
|                         | Movimento Social Italiano               | 233 566   | 11,46 / 100,00  | 7,11  | 4 / 39    | 3       |
|                         | Partido Socialista Italiano             | 146 968   | 7,21 / 100,00   | 0,45  | 3 / 39    | Estável |
|                         | Partido Socialista Democrático Italiano | 59 694    | 2,93 / 100,00   | 1,66  | 1 / 39    | 1       |
|                         | Partido Republicano Italiano            | 53 408    | 2,62 / 100,00   | 0,01  | 1 / 39    | Estável |
|                         | Democracia Proletária                   | 32 127    | 1,58 / 100,00   | Novo  | 1 / 39    | Novo    |
|                         | Partido Liberal Italiano                | 22 311    | 1,09 / 100,00   | 1,27  | 0 / 39    | 1       |
|                         | Outros                                  | 19 606    | 0,97 / 100,00   |       | 0 / 39    |         |
| Votos Inválidos         | Votos Inválidos                         | 79 229    | 3,79 / 100,00   | 0,51  |           |         |
| Total                   | Total                                   | 2 089 252 | 100,00 / 100,00 |       | 39 / 39   | 1       |
| Eleitorado/Participação | Eleitorado/Participação                 | 2 316 398 | 90,19 / 100,00  | 1,00  |           |         |

#### Benevento-Avellino-Salerno
| Partido                 | Partido                                 | Votos     | %               | +/-  | Deputados | +/-     |
| ----------------------- | --------------------------------------- | --------- | --------------- | ---- | --------- | ------- |
|                         | Democracia Cristã                       | 467 888   | 45,96 / 100,00  | 0,48 | 9 / 18    | 2       |
|                         | Partido Comunista Italiano              | 257 129   | 25,26 / 100,00  | 8,04 | 5 / 18    | 1       |
|                         | Movimento Social Italiano               | 99 741    | 9,80 / 100,00   | 3,36 | 2 / 18    | 1       |
|                         | Partido Socialista Italiano             | 90 058    | 8,85 / 100,00   | 0,16 | 1 / 18    | 1       |
|                         | Partido Socialista Democrático Italiano | 43 459    | 4,27 / 100,00   | 0,43 | 1 / 18    | Estável |
|                         | Partido Republicano Italiano            | 24 585    | 2,42 / 100,00   | 0,31 | 0 / 18    | 1       |
|                         | Partido Liberal Italiano                | 17 054    | 1,68 / 100,00   | 1,55 | 0 / 18    | 1       |
|                         | Democracia Proletária                   | 13 096    | 1,29 / 100,00   | Novo | 0 / 18    | Novo    |
|                         | Outros                                  | 4 950     | 0,49 / 100,00   |      | 0 / 18    |         |
| Votos Inválidos         | Votos Inválidos                         | 46 797    | 4,46 / 100,00   | 0,27 |           |         |
| Total                   | Total                                   | 1 049 056 | 100,00 / 100,00 |      | 18 / 18   | 5       |
| Eleitorado/Participação | Eleitorado/Participação                 | 1 218 885 | 86,07 / 100,00  | 1,21 |           |         |

#### Bari-Foggia
| Partido                 | Partido                                 | Votos     | %               | +/-  | Deputados | +/-     |
| ----------------------- | --------------------------------------- | --------- | --------------- | ---- | --------- | ------- |
|                         | Democracia Cristã                       | 497 345   | 40,62 / 100,00  | 0,61 | 10 / 23   | Estável |
|                         | Partido Comunista Italiano              | 398 490   | 32,55 / 100,00  | 4,88 | 8 / 23    | 1       |
|                         | Movimento Social Italiano               | 119 863   | 9,79 / 100,00   | 2,45 | 2 / 23    | 1       |
|                         | Partido Socialista Italiano             | 110 597   | 9,03 / 100,00   | 1,20 | 2 / 23    | 1       |
|                         | Partido Socialista Democrático Italiano | 41 317    | 3,37 / 100,00   | 0,74 | 1 / 23    | Estável |
|                         | Partido Republicano Italiano            | 22 352    | 1,83 / 100,00   | 0,39 | 0 / 23    | Estável |
|                         | Partido Liberal Italiano                | 12 920    | 1,06 / 100,00   | 1,11 | 0 / 23    | Estável |
|                         | Democracia Proletária                   | 12 729    | 1,04 / 100,00   | Novo | 0 / 23    | Novo    |
|                         | Outros                                  | 8 781     | 0,72 / 100,00   |      | 0 / 23    |         |
| Votos Inválidos         | Votos Inválidos                         | 56 894    | 4,51 / 100,00   | 0,20 |           |         |
| Total                   | Total                                   | 1 262 163 | 100,00 / 100,00 |      | 23 / 23   | 1       |
| Eleitorado/Participação | Eleitorado/Participação                 | 1 376 672 | 91,68 / 100,00  | 0,74 |           |         |

#### Lecce-Brindisi-Taranto
| Partido                 | Partido                                 | Votos     | %               | +/-  | Deputados | +/-     |
| ----------------------- | --------------------------------------- | --------- | --------------- | ---- | --------- | ------- |
|                         | Democracia Cristã                       | 435 890   | 43,01 / 100,00  | 0,60 | 8 / 18    | 1       |
|                         | Partido Comunista Italiano              | 310 484   | 30,63 / 100,00  | 7,39 | 6 / 18    | 1       |
|                         | Movimento Social Italiano               | 97 558    | 9,63 / 100,00   | 3,25 | 2 / 18    | Estável |
|                         | Partido Socialista Italiano             | 94 200    | 9,29 / 100,00   | 0,52 | 2 / 18    | Estável |
|                         | Partido Socialista Democrático Italiano | 28 049    | 2,77 / 100,00   | 0,28 | 0 / 18    | Estável |
|                         | Partido Republicano Italiano            | 21 339    | 2,11 / 100,00   | 0,42 | 0 / 18    | Estável |
|                         | Democracia Proletária                   | 12 881    | 1,27 / 100,00   | Novo | 0 / 18    | Novo    |
|                         | Outros                                  | 13 177    | 1,30 / 100,00   |      | 0 / 18    |         |
| Votos Inválidos         | Votos Inválidos                         | 46 466    | 4,45 / 100,00   | 0,06 |           |         |
| Total                   | Total                                   | 1 044 942 | 100,00 / 100,00 |      | 18 / 18   |         |
| Eleitorado/Participação | Eleitorado/Participação                 | 1 141 124 | 91,57 / 100,00  | 0,84 |           |         |

#### Potenza-Matera
| Partido                 | Partido                                 | Votos   | %               | +/-  | Deputados | +/-     |
| ----------------------- | --------------------------------------- | ------- | --------------- | ---- | --------- | ------- |
|                         | Democracia Cristã                       | 160 491 | 44,46 / 100,00  | 4,70 | 4 / 8     | 1       |
|                         | Partido Comunista Italiano              | 120 341 | 33,34 / 100,00  | 8,42 | 3 / 8     | 1       |
|                         | Partido Socialista Italiano             | 37 065  | 10,27 / 100,00  | 0,48 | 1 / 8     | Estável |
|                         | Movimento Social Italiano               | 21 778  | 6,03 / 100,00   | 0,83 | 0 / 8     | Estável |
|                         | Partido Socialista Democrático Italiano | 8 842   | 2,45 / 100,00   | 2,41 | 0 / 8     | Estável |
|                         | Democracia Proletária                   | 4 317   | 1,20 / 100,00   | Novo | 0 / 8     | Novo    |
|                         | Outros                                  | 8 121   | 2,25 / 100,00   |      | 0 / 8     |         |
| Votos Inválidos         | Votos Inválidos                         | 20 120  | 5,36 / 100,00   | 0,51 |           |         |
| Total                   | Total                                   | 375 370 | 100,00 / 100,00 |      | 8 / 8     |         |
| Eleitorado/Participação | Eleitorado/Participação                 | 423 303 | 88,68 / 100,00  | 0,79 |           |         |

#### Catanzaro-Cosenza-Reggio di Calabria
| Partido                 | Partido                                 | Votos     | %               | +/-  | Deputados | +/-     |
| ----------------------- | --------------------------------------- | --------- | --------------- | ---- | --------- | ------- |
|                         | Democracia Cristã                       | 440 458   | 39,36 / 100,00  | 0,23 | 10 / 23   | Estável |
|                         | Partido Comunista Italiano              | 368 406   | 32,92 / 100,00  | 7,02 | 8 / 23    | 1       |
|                         | Partido Socialista Italiano             | 128 732   | 11,50 / 100,00  | 0,91 | 3 / 23    | Estável |
|                         | Movimento Social Italiano               | 97 971    | 8,76 / 100,00   | 3,43 | 2 / 23    | 1       |
|                         | Partido Socialista Democrático Italiano | 29 889    | 2,67 / 100,00   | 0,64 | 0 / 23    | 1       |
|                         | Partido Republicano Italiano            | 23 602    | 2,11 / 100,00   | 0,09 | 0 / 23    | Estável |
|                         | Democracia Proletária                   | 16 773    | 1,50 / 100,00   | Novo | 0 / 23    | Novo    |
|                         | Outros                                  | 13 190    | 1,17 / 100,00   |      | 0 / 23    |         |
| Votos Inválidos         | Votos Inválidos                         | 67 060    | 5,76 / 100,00   | 0,28 |           |         |
| Total                   | Total                                   | 1 164 764 | 100,00 / 100,00 |      | 23 / 23   |         |
| Eleitorado/Participação | Eleitorado/Participação                 | 1 376 532 | 84,62 / 100,00  | 0,99 |           |         |

#### Catania-Messina-Siracusa-Ragusa-Enna
| Partido                 | Partido                                 | Votos     | %               | +/-  | Deputados | +/-     |
| ----------------------- | --------------------------------------- | --------- | --------------- | ---- | --------- | ------- |
|                         | Democracia Cristã                       | 612 595   | 41,20 / 100,00  | 2,24 | 12 / 29   | Estável |
|                         | Partido Comunista Italiano              | 410 588   | 27,62 / 100,00  | 7,05 | 8 / 29    | 1       |
|                         | Movimento Social Italiano               | 189 080   | 12,72 / 100,00  | 5,55 | 4 / 29    | 2       |
|                         | Partido Socialista Italiano             | 124 241   | 8,36 / 100,00   | 0,73 | 2 / 29    | Estável |
|                         | Partido Socialista Democrático Italiano | 47 268    | 3,18 / 100,00   | 0,16 | 1 / 29    | Estável |
|                         | Partido Republicano Italiano            | 43 220    | 2,91 / 100,00   | 0,16 | 1 / 29    | Estável |
|                         | Partido Liberal Italiano                | 29 253    | 1,97 / 100,00   | 1,83 | 1 / 29    | 1       |
|                         | Democracia Proletária                   | 15 553    | 1,05 / 100,00   | Novo | 0 / 29    | Novo    |
|                         | Outros                                  | 14 915    | 1,00 / 100,00   |      | 0 / 29    |         |
| Votos Inválidos         | Votos Inválidos                         | 88 035    | 5,69 / 100,00   | 0,07 |           |         |
| Total                   | Total                                   | 1 547 311 | 100,00 / 100,00 |      | 29 / 29   | 1       |
| Eleitorado/Participação | Eleitorado/Participação                 | 1 756 512 | 88,09 / 100,00  | 1,13 |           |         |

#### Palermo-Trapani-Agrigento-Caltanissetta
| Partido                 | Partido                                 | Votos     | %               | +/-  | Deputados | +/-     |
| ----------------------- | --------------------------------------- | --------- | --------------- | ---- | --------- | ------- |
|                         | Democracia Cristã                       | 580 189   | 43,37 / 100,00  | 2,65 | 12 / 25   | 1       |
|                         | Partido Comunista Italiano              | 366 743   | 27,41 / 100,00  | 5,47 | 7 / 25    | Estável |
|                         | Partido Socialista Italiano             | 130 116   | 9,73 / 100,00   | 0,07 | 2 / 25    | 1       |
|                         | Movimento Social Italiano               | 122 691   | 9,17 / 100,00   | 4,07 | 2 / 25    | 2       |
|                         | Partido Socialista Democrático Italiano | 43 830    | 3,28 / 100,00   | 0,75 | 1 / 25    | Estável |
|                         | Partido Republicano Italiano            | 43 775    | 3,27 / 100,00   | 0,10 | 1 / 25    | Estável |
|                         | Partido Liberal Italiano                | 19 634    | 1,47 / 100,00   | 1,75 | 0 / 25    | 1       |
|                         | Democracia Proletária                   | 12 790    | 1,17 / 100,00   | Novo | 0 / 25    | Novo    |
|                         | Outros                                  | 15 202    | 1,14 / 100,00   |      | 0 / 25    |         |
| Votos Inválidos         | Votos Inválidos                         | 83 352    | 5,97 / 100,00   | 0,17 |           |         |
| Total                   | Total                                   | 1 395 089 | 100,00 / 100,00 |      | 25 / 25   | 5       |
| Eleitorado/Participação | Eleitorado/Participação                 | 1 663 197 | 83,88 / 100,00  | 1,12 |           |         |

#### Cagliari-Sassari-Nuoro
| Partido                 | Partido                                 | Votos     | %               | +/-   | Deputados | +/-     |
| ----------------------- | --------------------------------------- | --------- | --------------- | ----- | --------- | ------- |
|                         | Democracia Cristã                       | 370 682   | 39,85 / 100,00  | 1,05  | 7 / 16    | 1       |
|                         | Partido Comunista Italiano              | 330 585   | 35,54 / 100,00  | 10,27 | 7 / 16    | 2       |
|                         | Partido Socialista Italiano             | 86 529    | 9,30 / 100,00   | 1,16  | 1 / 16    | Estável |
|                         | Movimento Social Italiano               | 67 130    | 7,22 / 100,00   | 4,08  | 1 / 16    | 1       |
|                         | Partido Socialista Democrático Italiano | 23 959    | 2,58 / 100,00   | 1,28  | 0 / 16    | 1       |
|                         | Partido Republicano Italiano            | 18 573    | 2,00 / 100,00   | 0,49  | 0 / 16    | Estável |
|                         | Democracia Proletária                   | 14 584    | 1,57 / 100,00   | Novo  | 0 / 16    | Novo    |
|                         | Partido Liberal Italiano                | 10 294    | 1,11 / 100,00   | 2,22  | 0 / 16    | Estável |
|                         | Outros                                  | 7 792     | 0,84 / 100,00   |       | 0 / 16    |         |
| Votos Inválidos         | Votos Inválidos                         | 31 972    | 3,36 / 100,00   | 1,11  |           |         |
| Total                   | Total                                   | 952 273   | 100,00 / 100,00 |       | 16 / 16   | 1       |
| Eleitorado/Participação | Eleitorado/Participação                 | 1 044 351 | 91,18 / 100,00  | 0,99  |           |         |

#### Valle d'Aosta
| Partido                 | Partido                   | Votos  | %               | +/-   | Deputados | +/-     |
| ----------------------- | ------------------------- | ------ | --------------- | ----- | --------- | ------- |
|                         | PCI-PSI-PdUP              | 26 748 | 35,53 / 100,00  | Novo  | 1 / 1     | Novo    |
|                         | DC-UV-RV-UVP-PRI          | 24 091 | 32,00 / 100,00  | 17,46 | 0 / 1     | 1       |
|                         | Democratas Populares      | 20 234 | 26,87 / 100,00  | 15,05 | 0 / 1     | Estável |
|                         | Movimento Social Italiano | 2 198  | 2,92 / 100,00   | 2,10  | 0 / 1     | Estável |
|                         | Partido Radical           | 2 020  | 2,68 / 100,00   | Novo  | 0 / 1     | Novo    |
| Votos Inválidos         | Votos Inválidos           | 7 318  | 9,20 / 100,00   | 3,32  |           |         |
| Total                   | Total                     | 79 573 | 100,00 / 100,00 |       | 1 / 1     |         |
| Eleitorado/Participação | Eleitorado/Participação   | 85 943 | 92,59 / 100,00  | 1,50  |           |         |

#### Trieste
| Partido                 | Partido                                 | Votos   | %               | +/-  | Deputados | +/-     |
| ----------------------- | --------------------------------------- | ------- | --------------- | ---- | --------- | ------- |
|                         | Democracia Cristã                       | 82 615  | 36,43 / 100,00  | 0,51 | 2 / 3     | Estável |
|                         | Partido Comunista Italiano              | 65 007  | 28,66 / 100,00  | 3,72 | 1 / 3     | Estável |
|                         | Movimento Social Italiano               | 23 064  | 10,17 / 100,00  | 2,38 | 0 / 3     | 1       |
|                         | Partido Socialista Italiano             | 15 776  | 6,96 / 100,00   | 0,42 | 0 / 3     | Estável |
|                         | Partido Republicano Italiano            | 10 357  | 4,57 / 100,00   | 0,24 | 0 / 3     | Estável |
|                         | Partido Socialista Democrático Italiano | 7 025   | 3,10 / 100,00   | 3,16 | 0 / 3     | Estável |
|                         | Partido Radical                         | 6 931   | 3,06 / 100,00   | Novo | 0 / 3     | Novo    |
|                         | União Eslovena                          | 4 750   | 2,09 / 100,00   | Novo | 0 / 3     | Novo    |
|                         | Movimento pela Independência de Trieste | 4 540   | 2,00 / 100,00   | Novo | 0 / 3     | Novo    |
|                         | Partido Liberal Italiano                | 4 504   | 1,99 / 100,00   | 5,79 | 0 / 3     | Estável |
|                         | Outros                                  | 2 239   | 0,99 / 100,00   |      | 0 / 3     |         |
| Votos Inválidos         | Votos Inválidos                         | 7 491   | 3,23 / 100,00   | 1,18 |           |         |
| Total                   | Total                                   | 231 568 | 100,00 / 100,00 |      | 3 / 3     | 1       |
| Eleitorado/Participação | Eleitorado/Participação                 | 241 036 | 96,07 / 100,00  | 0,85 |           |         |